# Organisation chaordique
Une organisation chaordique est une organisation qui possède à la fois les caractéristiques du chaos et de l'ordre.
Le terme a été inventé par Dee Hock, le fondateur de l'association de service de paiement bancaire VISA. Le mot-valise chaordique fait référence  au chaos et à l'ordre.
Ce mélange du chaos et de l'ordre est souvent décrit comme une coexistence harmonieuse, présentant les caractéristiques des deux états, sans que ni le comportement chaotique, ni le comportement ordonné ne prédomine.
Dee Hock a créé le terme chaordique, sans laisser de modèle pour en partager la compréhension et plus encore le déploiement. Or dire qu’une organisation possède à la fois les caractéristiques du chaos et de l'ordre, ne permet pas une mise en œuvre du concept.
C’est la raison pour laquelle, après 40 ans de pratique et 10 ans de retraite, un général passionné par la théorie des organisations en est venu à concevoir le modèle chaordique GEODI pour prendre du recul par rapport aux apports de Newton et de Descartes et surtout apprendre à traiter simplement les questions complexes. Le général précise que le résultat la mise en œuvre de ce modèle baptisé GEODI permet d’accéder à une gouvernance équilibrée faite d’exemplarité, d’écoute, d’éthique et d’humilité pour obtenir plus de confiance et d’engagement des parties prenantes. Il précise également qu’il s’agit d’une révolution intellectuelle et pratique pour traiter les questions complexes.
Certains auteurs (comme Marshal Rosenberg dans "Communication et Pouvoir", page 60), [Qui ?] soutiennent que la Nature est largement organisée selon ce principe. En particulier, les organismes vivants et les processus évolutifs par lesquels ces organismes se transforment, sont souvent décrits comme étant de type chaordique.
Le principe chaordique a aussi été invoqué pour décrire le mode de gouvernance d'organisations humaines, dans les domaines industriels, gouvernementaux ou associatifs, et leurs hybrides.